# Głowa Cukru (Kołoczek)
Głowa Cukru lub Jarzębinka – skała na wzniesieniu Kołoczek w miejscowości Kroczyce w województwie śląskim, w powiecie zawierciańskim, w gminie Kroczyce. Wzniesienie to należy do tzw. Skał Kroczyckich i znajduje się w obrębie rezerwatu przyrody Góra Zborów na Wyżynie Częstochowskiej.
Głowa Cukru to skała wapienna znajdująca się w lesie, w środkowej części wzniesienia Kołaczyk, przez wspinaczy skalnych nazywanego Górą Kołoczek. Jest jedną z największych skał tego wzniesienia. Ma połogie, pionowe lub przewieszone ściany o wysokości 12–23 m. Występują w niej takie formacje skalne jak filar, komin i zacięcie.

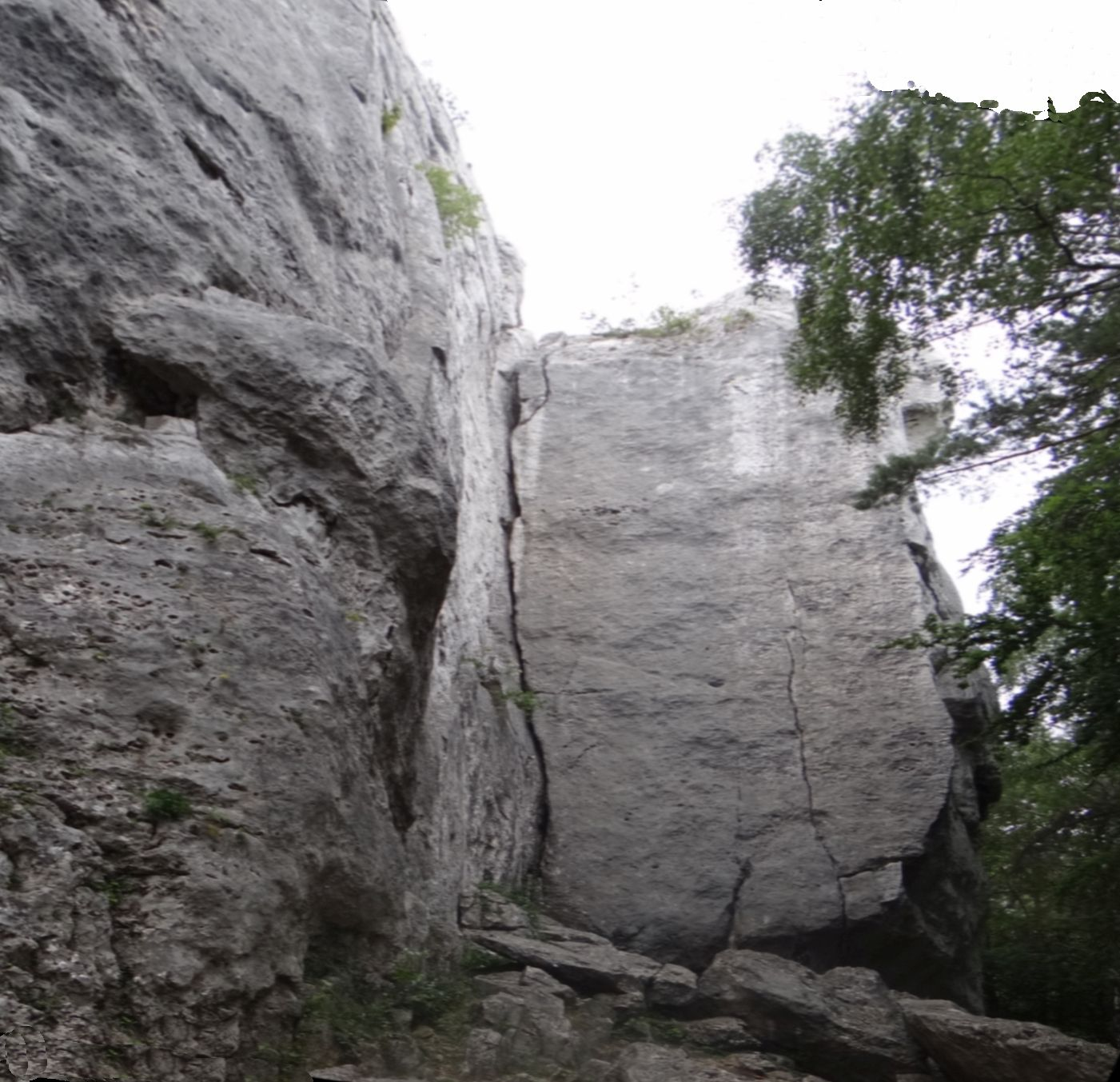
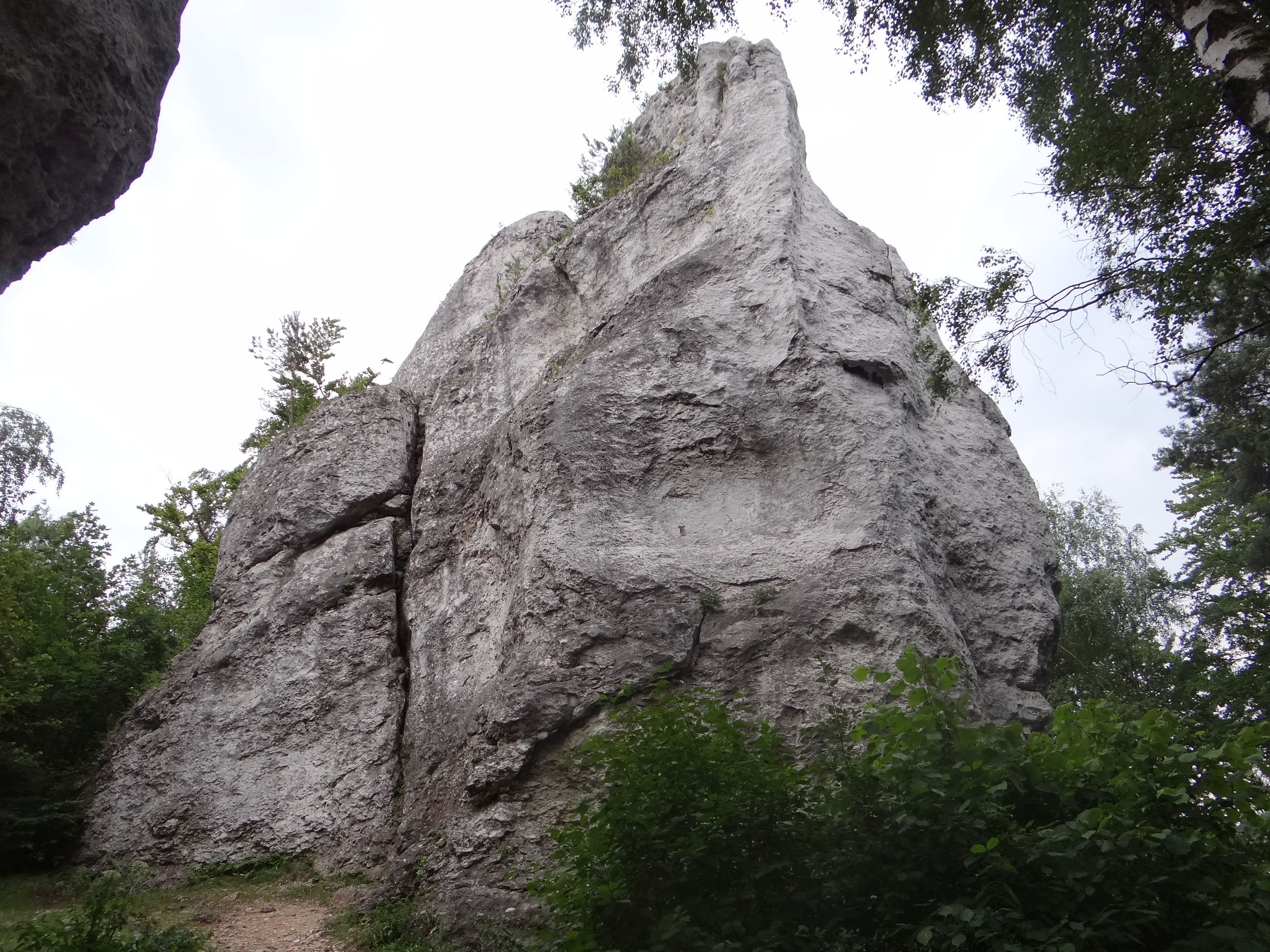
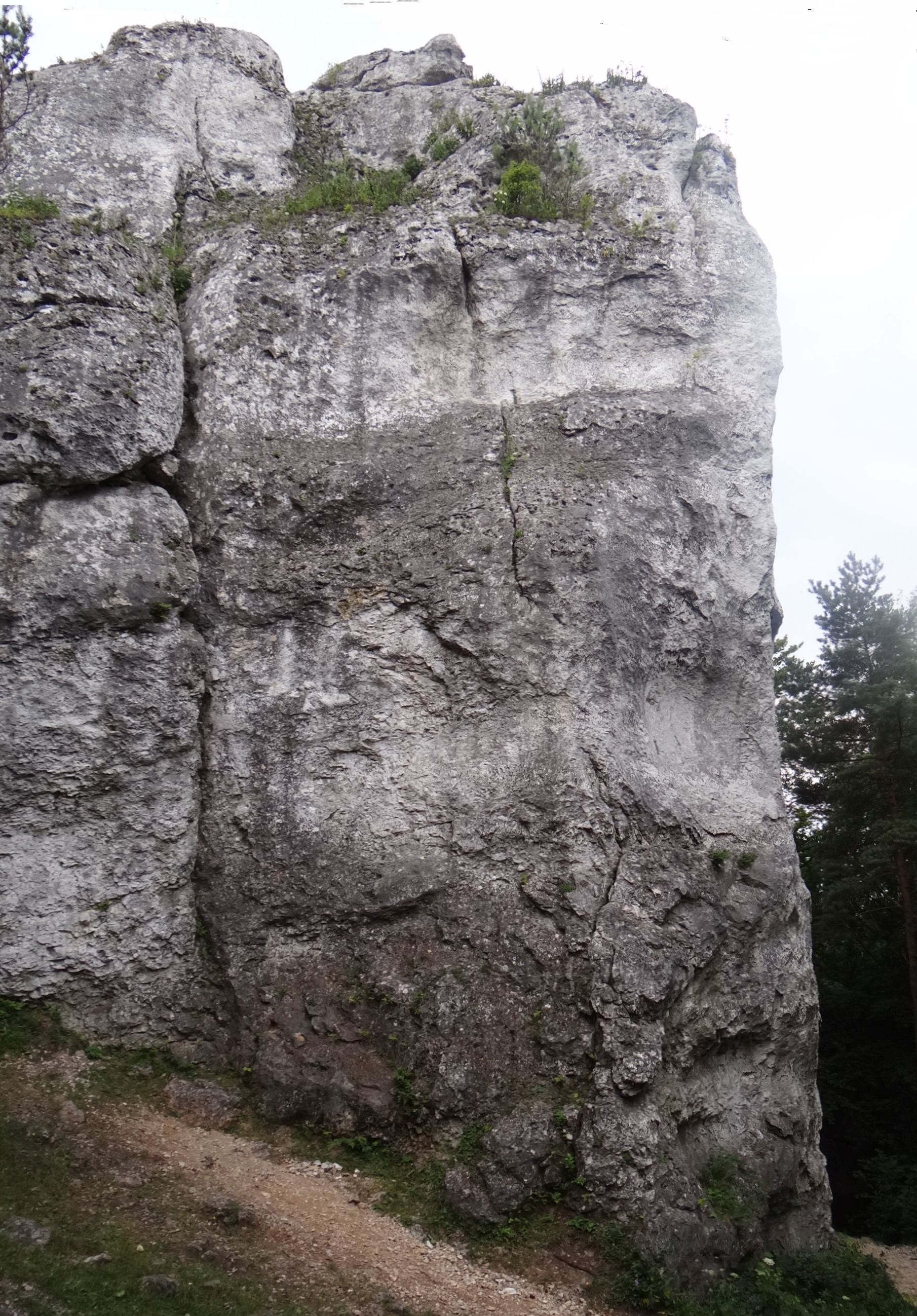
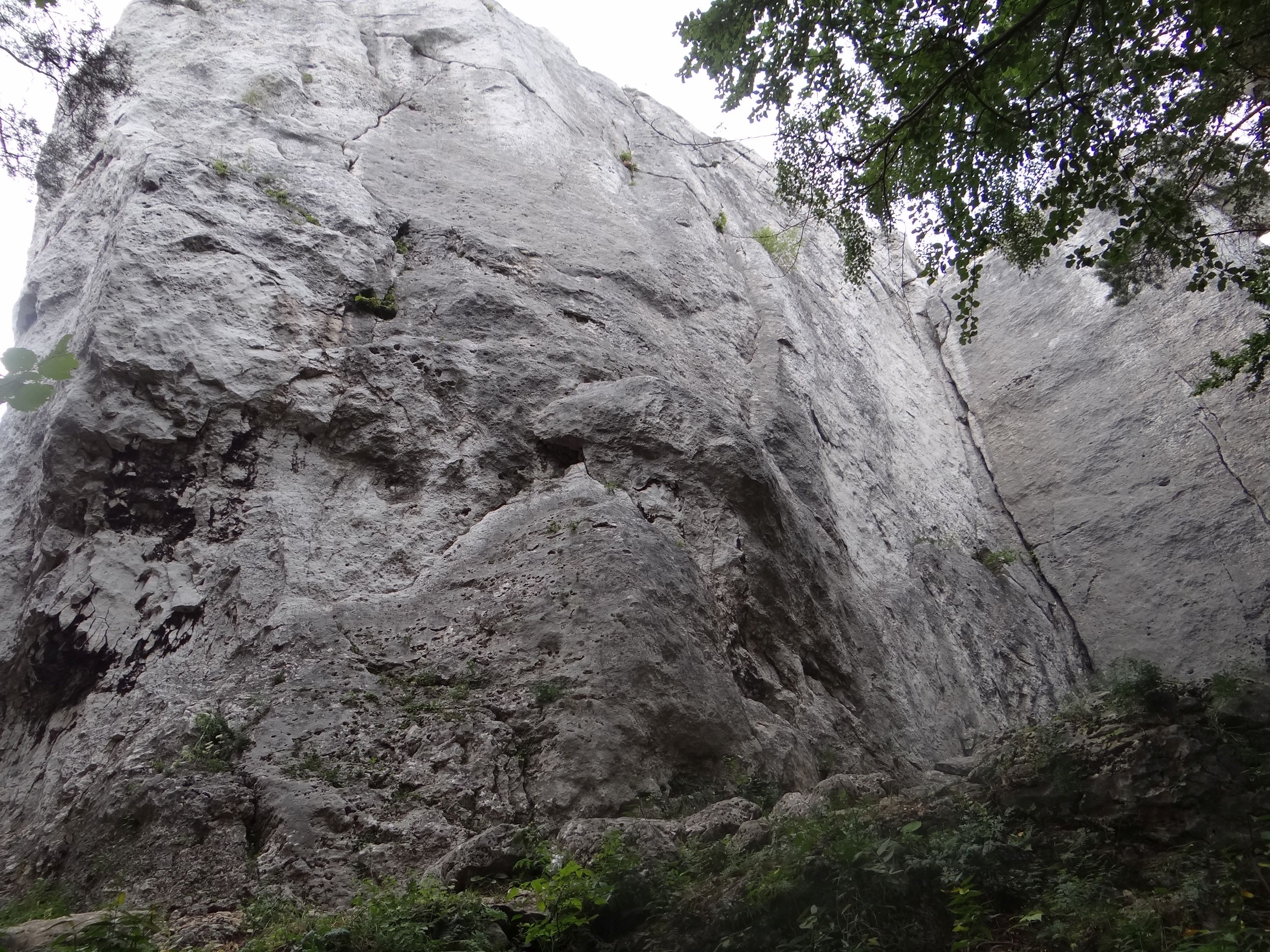

## Drogi wspinaczkowe
Ściany wspinaczkowe o wystawie zachodniej, północno-zachodniej, północnej, południowej i południowo-zachodniej. Wspinacze skalni poprowadzili na nich 44 drogi wspinaczkowe o stopniu trudności od IV– do VI.7+ w skali Kurtyki. Większość dróg jest trudna, niektóre należą do ekstremalnie trudnych. Niemal wszystkie mają zamontowane stałe punkty asekuracyjne: ringi (r), stanowisko zjazdowe (st), pętle (p), ring zjazdowy (rz) lub dwa ringi zjazdowe (drz).

Głowa Cukru I
1. Bez nazwy; 3r + st, VI+, 10 m
2. Bez nazwy; 4r + st, VI.2, 10 m
3. Kominek Kumosińskiego; 1r + st, IV, 13 m
4. Lewy kutafon; 4r + st, VI, 13 m
5. Prawy kutafon; 4r + st, VI+, 13 m
6. Filar kutafona; 4r + st, VI, 13 m

Głowa Cukru II
1. Przyjazne chamstwo; 7r + st, VI.4+, 22 m
2. Morderca niemożliwego; 8r, VI.5+/6, 22 m
3. Donos; 9r + st, VI.5, 22 m
4. Strzał w dziesiątkę; 6r + st, VI.4, 22 m
5. Strzał w dziewiątkę; 6r + st, VI.3+, 22 m

Głowa Cukru III
1. Kobiety i medycyna; 5r + st, VI.4+, 22 m
2. Prostowanie jarzębinki; 3r + st, VI+, 23 m
3. Jarzębinka; 1r + st, V, 23 m
4. Jarzębinka wariantem; 1r + st, IV, 23 m
5. Droga Hobrzańskiego; VI.1, 23 m
6. Spitfire; 5r + st, VI.3, 23 m
7. Eskadra; 10r + st, VI.4, 23 m
8. Płyta Szymendery; 8r + st, VI.2+, 23 m
9. Messerschmitt; 9r + st, VI.3+, 23 m
10. Płyta Szymona; 6r + st, VI.2, 23 m
11. Zacięcie Jarzębinki; 6r + st, VI.1+, 23 m
12. Kierowca bombowca; st, VI.5, 23 m
13. Podróż za jeden uśmiech; 7r + st, VI.4+/5, 23 m

Głowa Cukru IV
1. Podwójna aspiryna; drz, IV+, 20 m
2. Zwierciadełko; st, VI.3, 15 m
3. Pęknięte zwierciadełko; 7r + st, VI.5, 20 m
4. Ścieżka zdrowia; 8r + rz, VI.4, 22 m
5. Wszyscy ludzie prezesa; 4r, VI.4+, 20 m
6. Pajączki; 8r + rz, VI.3, 20 m
7. Filar Wodnej Skały; 6r + rz, VI.2+, 20 m
8. Pajączki wprost; 7r + st, VI.4+, 20 m
9. Aguirre – gniew Boży; 8r + rz, VI.5+, 20 m
10. Super prostowanie pajączków; 7r + 1p + rz, VI.5, 21 m
11. Prestiżowa robota; 8r + rz, VI.7+, 21 m
12. Sen astralny; 7r + rz, VI.7+, 21 m
13. Krzyk wapienia; 7r + rz, VI.5+, 21 m

Głowa Cukru V
1. Sprawdzian z refleksu; 5r, VI.4, 22 m
2. Prostowanie sprawdzianu; 7r + ST VI.4+, 23 m
3. Alchemik; 7r + rz, VI.6+/7, 21 m
4. Pojednanie z Batkiem; 7r + rz, VI.5, 21 m
5. Rysa trzech Andrzejów; st, VI+, 22 m
6. Nieoczekiwana zamiana miejsc; 1r + ST VI.2+, 21 m
7. Wniebowstąpienie; 5r + st, VI.3+, 18 m[4].

Głowa Cukru IV i Głowa Cukru V często jest traktowana jako odrębna skała o nazwie Wodna Skała.